# موريس كوبلاند
موريس كوبلاند (بالإنجليزية: Morris Albert Copeland)‏ هو اقتصادي أمريكي، ولد في 6 أغسطس 1895 في روتشستر في الولايات المتحدة، وتوفي في 4 مايو 1989 في ساراسوتا في الولايات المتحدة.